# Pepe Luis Vargas
José Luis Vargas Álvarez, plus connu sous le nom de Pepe Luis Vargas, né à Écija (Espagne, province de Séville), le 13 février 1959, est un matador espagnol.

## Carrière
À l'âge de seize ans, il se présente à une novillada sans picador à Osuna (Espagne, province de Séville) et, après quelques courses, il se présente à Madrid le 25 mars 1979 en compagnie de Patrick Varin et de Antonio Ramón Jiménez Muñoz, face à du bétail de Samuel Pereira Lupi. Le 15 avril de la même année, il prend son alternative à Séville avec pour parrain Curro Romero et pour témoin « Manili » face à un taureau de Salvador Domecq. Il confirme son alternative le 17 août 1980 à Madrid avec pour parrain José Soler et pour témoin Santiago Burgos. Cette confirmation d'alternative reste célèbre dans l'histoire de la tauromachie à cause du format du taureau affronté ce jour-là : Boquerón, 607 kg, de l'élevage Beca Belmonte.
Malgré son courage et ses qualités, Pepe Luis Vargas est peu sollicité en Espagne à ses débuts de matador, et on ne le trouve pas souvent dans les cartels. Il se tourne alors vers le Mexique où il connaît davantage de succès en 1980-1981. En Espagne, il finit par triompher en 1982, à Lucena del Puerto (Huelva) en coupant trois oreilles et une queue face à des taureaux de Miguel Higuero. Sa carrière est ainsi relancée.
Mais le 23 avril 1987 à Séville, alors qu'il attend son taureau a porta gayola, l'animal  l'attaque de front, ce qui provoque une très grave blessure à la cuisse qui touche la veine saphène et l'artère fémorale. Le matador reste plusieurs jours entre la vie et la mort, une photo de cette horrible blessure figure sur la couverture du livre d'Antonio LORCA "PEPE LUIS VARGAS LA FUERZA DE UNA PASION"  À sa sortie de  clinique, il reste handicapé très longtemps. Après une lente rééducation, il entre à nouveau dans les cartels, en 1988 il est notamment à MADRID pour la Fério d'Otono, torero toujours aussi vaillant, il est en 1988 au cartel de la Féria d'UBEDA la veille de son mariage, par la suite, il sera soit "oublié" soit affecté essentiellement aux corridas dites "dures", le 14 juillet 1991 il sera présent dans le ruedo en affrontant seul six taureaux. Il coupe une oreille au deuxième et une au cinquième. C'est en fait sa corrida de fin de carrière.
Professionnel respecté du mundillo et des aficionados, Pepe Luis a dignement mis fin à sa carrière avant de diriger l'école taurine d'Écija puis celle de Séville, le torero Sévillan Juan Ortega, qui a été son élève l'a choisi comme conseiller privilégié directeur artistique, dans sa "toreria" lui permettant ainsi  de continuer à vivre cette passion qui ne l'a jamais quitté malgré les affres d' un destin peu favorable.